# Poucharramet
Poucharramet (en gascon Pojarramet [putʃ arramet]) est une commune française située dans le centre du département de la Haute-Garonne, en région Occitanie.
Sur le plan historique et culturel, la commune est dans le Pays toulousain, qui s’étend autour de Toulouse le long de la vallée de la Garonne, bordé à l’ouest par les coteaux du Savès, à l’est par ceux du Lauragais et au sud par ceux de la vallée de l’ Ariège et du Volvestre. Exposée à un climat océanique altéré, elle est drainée par le Touch, la Bure, le ruisseau du Montant, le ruisseau de Rieu Ferré, le ruisseau le riou tort et par divers autres petits cours d'eau. La commune possède un patrimoine naturel remarquable composé d'une zone naturelle d'intérêt écologique, faunistique et floristique.
Poucharramet est une commune rurale qui compte 968 habitants en 2022, après avoir connu une forte hausse de la population depuis 1968. Elle fait partie de l'aire d'attraction de Toulouse. Ses habitants sont appelés les Pocharramétois ou  Pocharramétoises.
Le patrimoine architectural de la commune comprend un immeuble protégé au titre des monuments historiques : l'église Saint-Martin, classée en 1906.

## Géographie

### Localisation
La commune de Poucharramet se trouve dans le département de la Haute-Garonne, en région Occitanie.
Elle se situe à 30 km à vol d'oiseau de Toulouse, préfecture du département, à 13 km de Muret, sous-préfecture, et à 25 km de Cazères, bureau centralisateur du canton de Cazères dont dépend la commune depuis 2015 pour les élections départementales.
La commune fait en outre partie du bassin de vie de Rieumes.
Les communes les plus proches sont : 
Lherm (4,1 km), Bérat (4,4 km), Rieumes (4,6 km), Saint-Clar-de-Rivière (6,4 km), Cambernard (6,4 km), Beaufort (6,8 km), Lavernose-Lacasse (7,4 km), Labastidette (7,6 km).
Sur le plan historique et culturel, Poucharramet fait partie du pays de Comminges, correspondant à l’ancien comté de Comminges, circonscription de la province de Gascogne située sur les départements actuels du Gers, de la Haute-Garonne, des Hautes-Pyrénées et de l'Ariège.
Poucharramet est limitrophe de cinq autres communes.
Les communes limitrophes sont Cambernard, Bérat, Lherm, Rieumes et Sainte-Foy-de-Peyrolières.
| Sainte-Foy-de-Peyrolières | Cambernard   |       |
| Rieumes                   | Poucharramet | Lherm |
|                           | Bérat        |       |

### Relief et géologie
Poucharramet se situe sur la moyenne terrasse de la Garonne, dominant les vallées du Touch et de son affluent la Bure. Le terroir, essentiellement agricole, possède quelques vestiges de l'ancienne forêt de Bouconne.

### Hydrographie

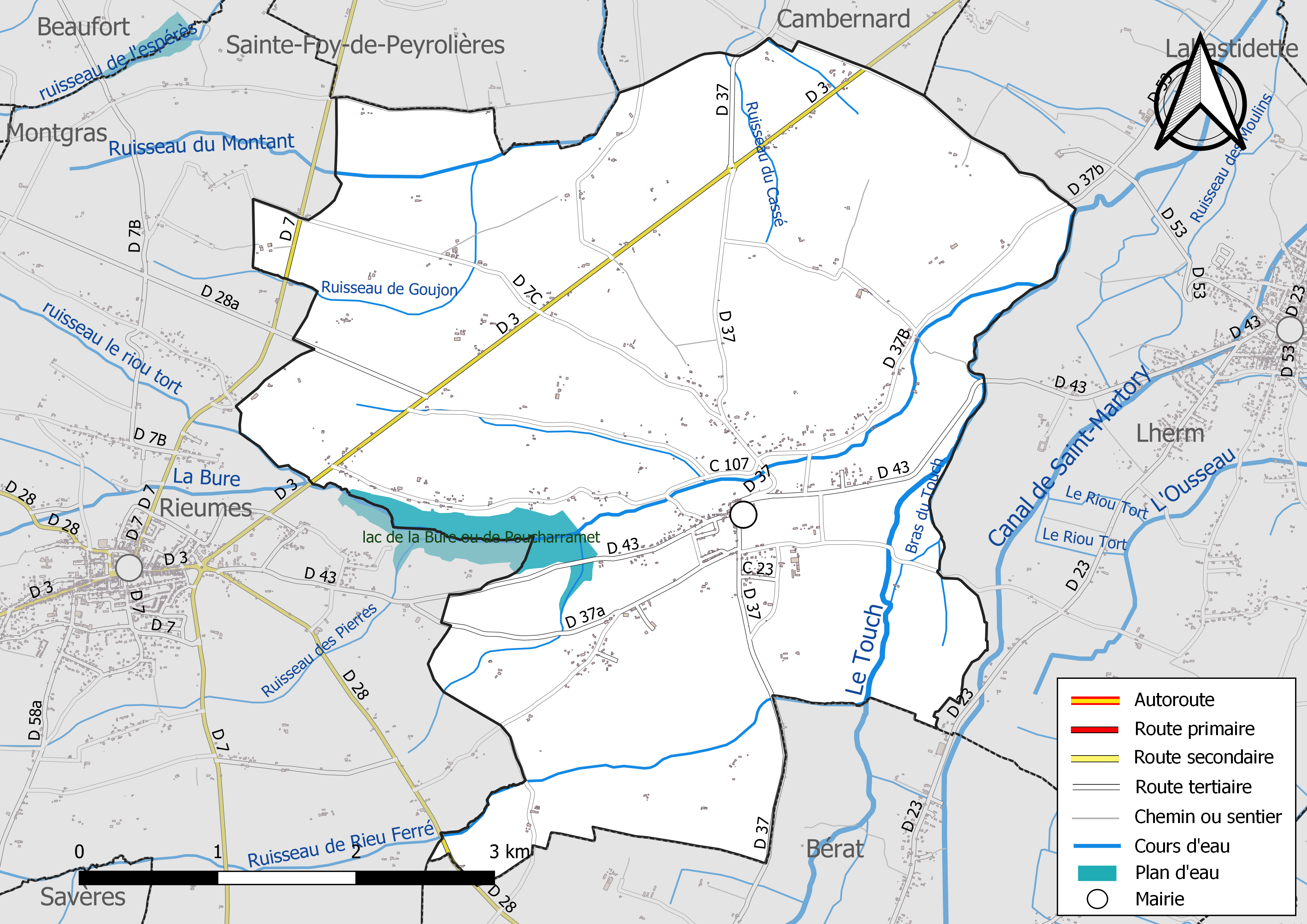
Réseaux hydrographique et routier de Poucharramet.

La commune est dans le bassin de la Garonne, au sein du bassin hydrographique Adour-Garonne. Elle est drainée par le Touch, la Bure, le ruisseau du Montant, le ruisseau de Rieu Ferré, le ruisseau le riou tort, un bras du Touch, le ruisseau de Goujon, le ruisseau du Cassé et par divers petits cours d'eau, constituant un réseau hydrographique de 23 km de longueur totale,.
Le Touch, d'une longueur totale de 74,5 km, prend sa source dans la commune de Lilhac et s'écoule du sud-ouest vers le nord-est. Il traverse la commune et se jette dans la Garonne à Blagnac, après avoir traversé 29 communes.
La Bure, d'une longueur totale de 12,9 km, prend sa source dans la commune de Plagnole et s'écoule d'ouest en est. Elle traverse la commune et se jette dans le Touch à Lherm, après avoir traversé 5 communes.
Le ruisseau du Montant, d'une longueur totale de 10,1 km, prend sa source dans la commune de Rieumes et s'écoule vers l'ouest puis se réoriente au nord. Il traverse la commune et se jette dans le ruisseau de la Saudrune à Sainte-Foy-de-Peyrolières, après avoir traversé 5 communes.

### Climat
Pour des articles plus généraux, voir Climat de l'Occitanie et Climat de la Haute-Garonne.
En 2010, le climat de la commune est de type climat du Bassin du Sud-Ouest, selon une étude s'appuyant sur une série de données couvrant la période 1971-2000. En 2020, Météo-France publie une typologie des climats de la France métropolitaine dans laquelle la commune est exposée à un climat océanique altéré et est dans la région climatique Aquitaine, Gascogne, caractérisée par une pluviométrie abondante au printemps, modérée en automne, un faible ensoleillement au printemps, un été chaud (19,5 °C), des vents faibles, des brouillards fréquents en automne et en hiver et des orages fréquents en été (15 à 20 jours).
Pour la période 1971-2000, la température annuelle moyenne est de 13 °C, avec une amplitude thermique annuelle de 15,8 °C. Le cumul annuel moyen de précipitations est de 729 mm, avec 9,3 jours de précipitations en janvier et 5,6 jours en juillet. Pour la période 1991-2020, la température moyenne annuelle observée sur la station météorologique la plus proche, située sur la commune de Lherm à 4 km à vol d'oiseau, est de 13,6 °C et le cumul annuel moyen de précipitations est de 620,4 mm,. Pour l'avenir, les paramètres climatiques de la commune estimés pour 2050 selon différents scénarios d'émission de gaz à effet de serre sont consultables sur un site dédié publié par Météo-France en novembre 2022.

### Milieux naturels et biodiversité

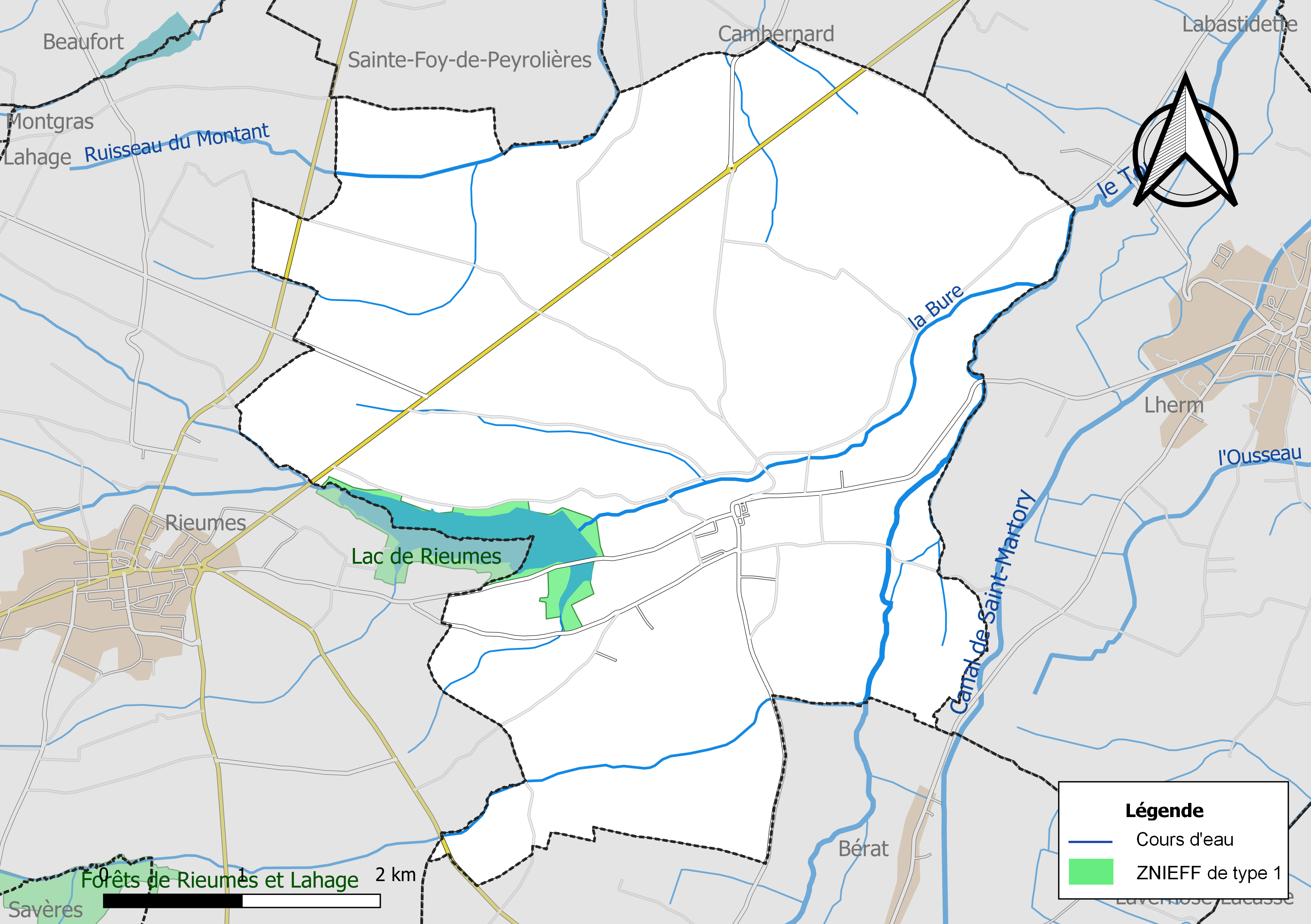
Carte de la ZNIEFF de type 1 localisée sur la commune.

L’inventaire des zones naturelles d'intérêt écologique, faunistique et floristique (ZNIEFF) a pour objectif de réaliser une couverture des zones les plus intéressantes sur le plan écologique, essentiellement dans la perspective d’améliorer la connaissance du patrimoine naturel national et de fournir aux différents décideurs un outil d’aide à la prise en compte de l’environnement dans l’aménagement du territoire.
Une ZNIEFF de type 1 est recensée sur la commune :
le « lac de Rieumes » (94 ha), couvrant 2 communes du département.

## Urbanisme

### Typologie
Au 1er janvier 2024, Poucharramet est catégorisée commune rurale à habitat dispersé, selon la nouvelle grille communale de densité à sept niveaux définie par l'Insee en 2022.
Elle est située hors unité urbaine. Par ailleurs la commune fait partie de l'aire d'attraction de Toulouse, dont elle est une commune de la couronne,. Cette aire, qui regroupe 527 communes, est catégorisée dans les aires de 700 000 habitants ou plus (hors Paris),.

### Occupation des sols

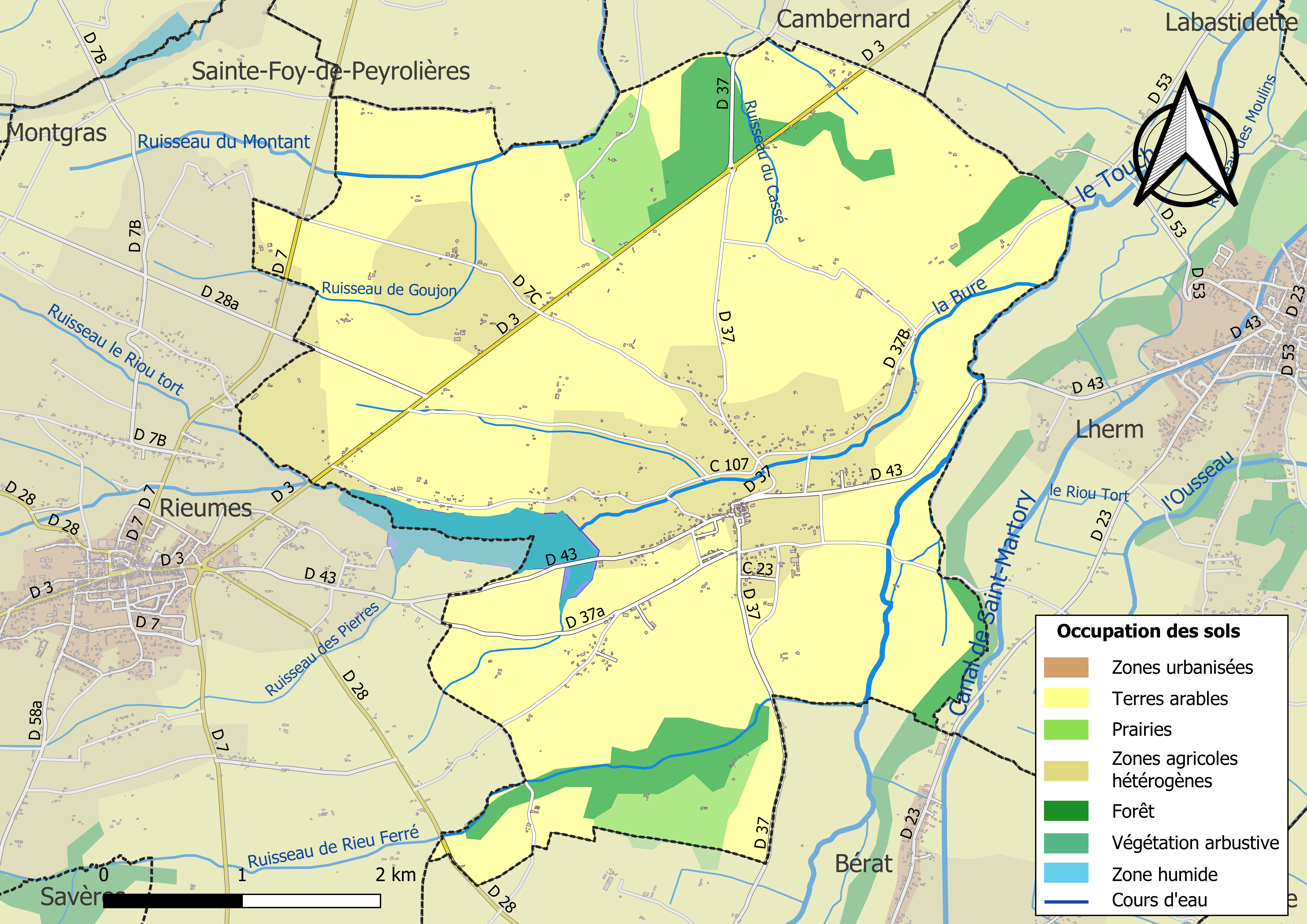
Carte des infrastructures et de l'occupation des sols de la commune en 2018 (CLC).

L'occupation des sols de la commune, telle qu'elle ressort de la base de données européenne d’occupation biophysique des sols Corine Land Cover (CLC), est marquée par l'importance des territoires agricoles (91,1 % en 2018), une proportion sensiblement équivalente à celle de 1990 (91,2 %). La répartition détaillée en 2018 est la suivante : 
terres arables (68,7 %), zones agricoles hétérogènes (18,2 %), forêts (7,2 %), prairies (4,1 %), eaux continentales (1,7 %). L'évolution de l’occupation des sols de la commune et de ses infrastructures peut être observée sur les différentes représentations cartographiques du territoire : la carte de Cassini (XVIIIe siècle), la carte d'état-major (1820-1866) et les cartes ou photos aériennes de l'IGN pour la période actuelle (1950 à aujourd'hui).

### Morphologie urbaine
L'essentiel des constructions est dispersé, en multiples hameaux.

### Voies de communication et transports
La ligne 363 du réseau liO Arc-en-Ciel relie le centre de la commune à la gare routière de Toulouse depuis Rieumes.

### Risques majeurs
Le territoire de la commune de Poucharramet est vulnérable à différents aléas naturels : météorologiques (tempête, orage, neige, grand froid, canicule ou sécheresse), inondations et séisme (sismicité très faible). Un site publié par le BRGM permet d'évaluer simplement et rapidement les risques d'un bien localisé soit par son adresse soit par le numéro de sa parcelle.
Certaines parties du territoire communal sont susceptibles d’être affectées par le risque d’inondation par débordement de cours d'eau, notamment la Bure et le ruisseau du Montant. La commune a été reconnue en état de catastrophe naturelle au titre des dommages causés par les inondations et coulées de boue survenues en 1982, 1999, 2000 et 2009,.

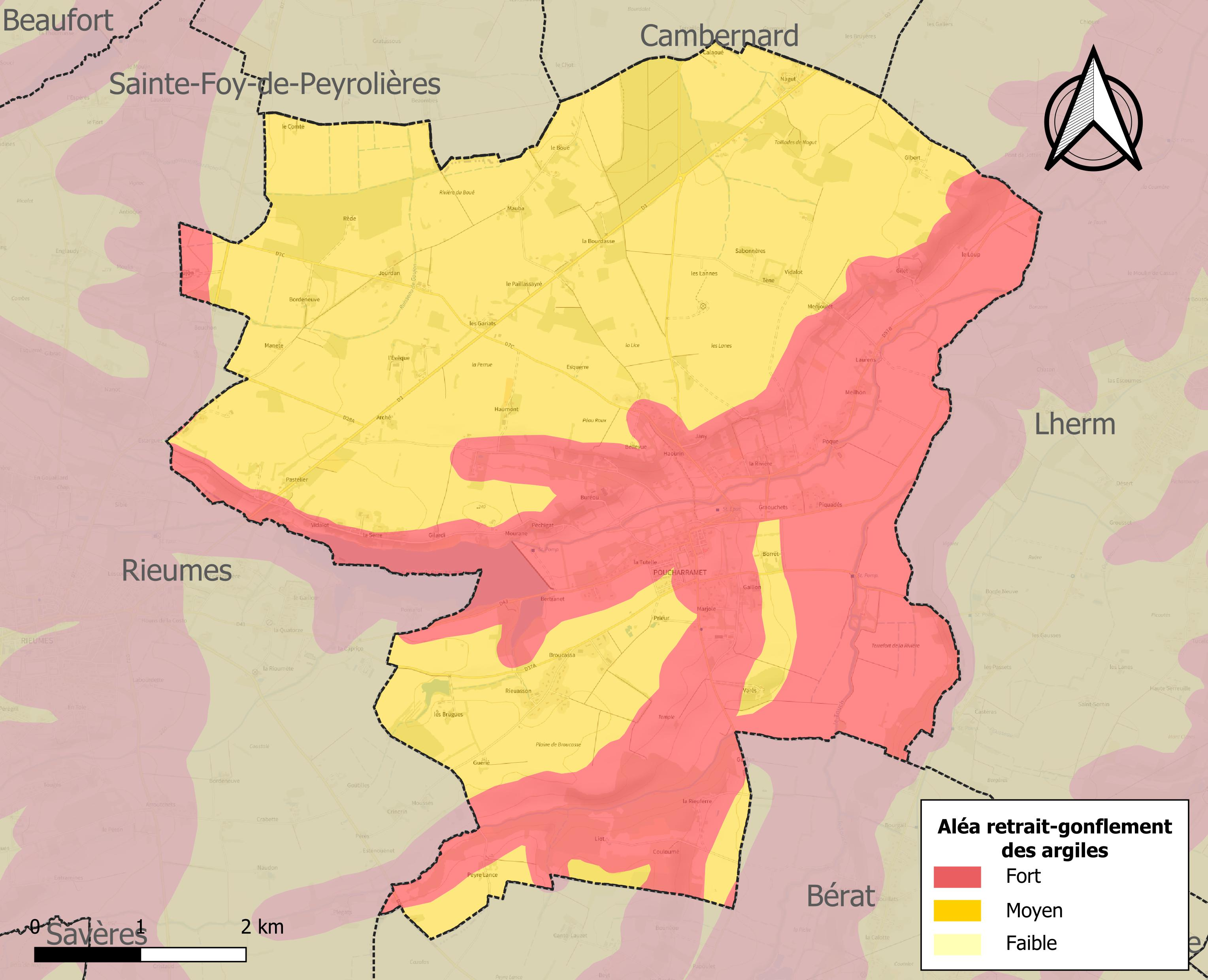
Carte des zones d'aléa retrait-gonflement des sols argileux de Poucharramet.

Le retrait-gonflement des sols argileux est susceptible d'engendrer des dommages importants aux bâtiments en cas d’alternance de périodes de sécheresse et de pluie. La totalité de la commune est en aléa moyen ou fort (88,8 % au niveau départemental et 48,5 % au niveau national). Sur les 363 bâtiments dénombrés sur la commune en 2019, 363 sont en aléa moyen ou fort, soit 100 %, à comparer aux 98 % au niveau départemental et 54 % au niveau national. Une cartographie de l'exposition du territoire national au retrait gonflement des sols argileux est disponible sur le site du BRGM,.
Par ailleurs, afin de mieux appréhender le risque d’affaissement de terrain, l'inventaire national des cavités souterraines permet de localiser celles situées sur la commune.
Concernant les mouvements de terrains, la commune a été reconnue en état de catastrophe naturelle au titre des dommages causés par la sécheresse en 1989, 1994, 2003, 2012, 2016 et 2017 et par des mouvements de terrain en 1999.

## Toponymie
Poucharramet, Poj Arramèth [puj/putʃ arramɛt(h)] en gascon. 
- poi [puj] < pòdiu* : cf.puy (forme francisée) hauteur plutôt plate 
poj/poch [pudʒ/putʃ] devant voyelle 
- arramèth : < ramellu* : rameau, voire bosquet. Évolution gasconne : ramellu* < rramell < rrametll < arramèth _ Cf. Base de loisirs de La Ramée, L'Arramèth, chemin de Larramet.
Les noms ont varié avec le temps : Podii Remegii, Podio Remegio, Puyarramet, Pouyarramet, Podio Arrameto, Poucharramet (au XVIIe siècle).
Remègiu(s) (Rémi en latin) : latinisation phonétique approximative du nom local. Durant la Révolution, la commune porte le nom d'Égalité-de-la-Bure.
Ses habitants sont appelés les Poucharramétois.

## Histoire

### Moyen Âge
Au Moyen Âge, le territoire était partagé en deux seigneuries, Poucharramet et Lespérès avait un seigneur laïque et Saint-Jean un religieux.

### Les Hospitaliers
Saint-Jean était la seigneurie des Hospitaliers du prieur provincial de l'ordre de Saint-Jean de Jérusalem qui résidait à l'hôpital attenant à l'actuelle église.
L'histoire de Poucharramet est connue dès le XIIe siècle par la création d'une « salvetat » ou sauveté, par les Hospitaliers.

### XVIIIesiècleet Révolution française
Les grands événements de la Révolution française atteignirent cette petite communauté villageoise. La population régulièrement informée lors des offices religieux, a rédigé des cahiers de doléances, élu ses représentants et nommé la première municipalité. Comme dans tout le pays, les villageois ont planté l'arbre de la Liberté et ont supporté les réquisitions et la levée en masse des soldats de la République.

## Politique et administration

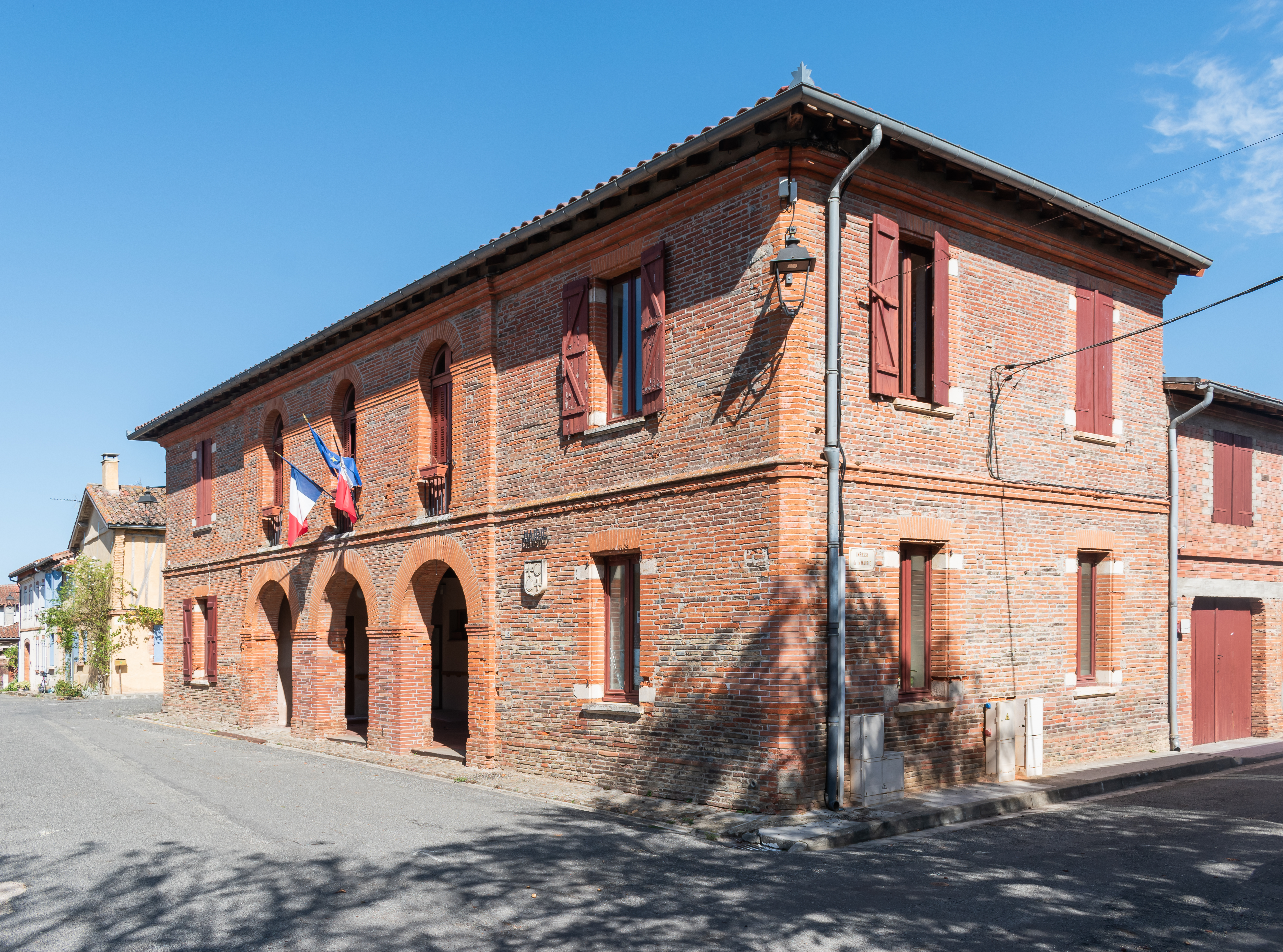
La mairie en 2023.

### Administration municipale
Le nombre d'habitants au recensement de 2017 étant compris entre 500 et 1 499 habitants, le nombre de membres du conseil municipal pour l'élection de 2020 est de quinze,.

### Rattachements administratifs et électoraux
Commune faisant partie de la huitième circonscription de la Haute-Garonne de la communauté de communes Cœur de Garonne et du canton de Cazères (avant le redécoupage départemental de 2014, Poucharramet faisait partie de l'ex-canton de Rieumes) et avant le 1er janvier 2017 elle faisait aussi partie de la communauté de communes du Savès.

### Liste des maires
| Période       | Période       | Identité                        | Étiquette | Qualité |
| ------------- | ------------- | ------------------------------- | --------- | --- |
| Février 1790  | Novembre 1792 | Pierre Saby                     |           | |
| Novembre 1792 | 1793          | Étienne Nougaro                 |           | |
| 1793          | 1796          | Pierre Saby                     |           | |
| 1796          | 1813          | Antichan                        |           | |
| 1813          | 1816          | François Duclos                 |           | |
| 1816          | 1826          | J. Borret                       |           | |
| 1826          | 1830          | Etienne Faure                   |           | |
| 1830          | 1832          | Lahitte de Borret               |           | |
| 1832          | 1848          | François Duclos                 |           | |
| 1848          | 1869          | Pierre Alexandre Duclos         |           | |
| 1869          | 1873          | Jean Pierre Peyssies            |           | |
| 1873          | 1876          | J. Comte d'Armagnac             |           | |
| 1876          | 1878          | Bernard Castaing                |           | |
| 1878          | 1884          | Gabriel Duclos                  |           | |
| 1884          | 1887          | Pierre Duclos                   |           | Haut fonctionnaire de préfecture |
| 1887          | 1893          | Gabriel Duclos                  |           | |
| 1893          | 1908          | Henri Barrichon                 |           | |
| 1908          | 1910          | Félix Penent                    |           | |
| 1910          | 1929          | Jean Marie Labernadie           |           | |
| 1929          | 1944          | Antoine de Gauléjac (1898-1978) |           | Exploitant agricole Nommé membre de la Commission administrative départementale de Haute-Garonne en 1941 Nommé membre du Conseil départemental en 1943 |
| Mai 1945      | Juin 1995     | Jean Plan                       |           | |
| Juin 1995     | Mars 2014     | Jean-Jacques Le Gal             |           | |
| Mars 2014     | Octobre 2021  | Roger Duzert (1948-2021)        | SE        | Retraité Fonction publique |
| Décembre 2021 | En cours      | David Cours (1969-)             |           | Chauffeur |

## Population et société

### Démographie
L'évolution du nombre d'habitants est connue à travers les recensements de la population effectués dans la commune depuis 1793. Pour les communes de moins de 10 000 habitants, une enquête de recensement portant sur toute la population est réalisée tous les cinq ans, les populations de référence des années intermédiaires étant quant à elles estimées par interpolation ou extrapolation. Pour la commune, le premier recensement exhaustif entrant dans le cadre du nouveau dispositif a été réalisé en 2007.

En 2022, la commune comptait 968 habitants, en évolution de +11,65 % par rapport à 2016 (Haute-Garonne : +8,02 %, France hors Mayotte : +2,11 %).
| 1793 | 1800 | 1806 | 1821 | 1831 | 1836 | 1841 | 1846 | 1851 |
| ---- | ---- | ---- | ---- | ---- | ---- | ---- | ---- | ---- |
| 452  | 516  | 597  | 697  | 659  | 659  | 763  | 770  | 757  |

| 1856 | 1861 | 1866 | 1872 | 1876 | 1881 | 1886 | 1891 | 1896 |
| ---- | ---- | ---- | ---- | ---- | ---- | ---- | ---- | ---- |
| 741  | 736  | 737  | 730  | 724  | 760  | 731  | 685  | 637  |

| 1901 | 1906 | 1911 | 1921 | 1926 | 1931 | 1936 | 1946 | 1954 |
| ---- | ---- | ---- | ---- | ---- | ---- | ---- | ---- | ---- |
| 643  | 636  | 600  | 521  | 539  | 530  | 557  | 521  | 583  |

| 1962 | 1968 | 1975 | 1982 | 1990 | 1999 | 2006 | 2007 | 2012 |
| ---- | ---- | ---- | ---- | ---- | ---- | ---- | ---- | ---- |
| 524  | 504  | 560  | 621  | 649  | 680  | 795  | 812  | 843  |

| 2017 | 2022 | - | - | - | - | - | - | - |
| ---- | ---- | - | - | - | - | - | - | - |
| 880  | 968  | - | - | - | - | - | - | - |

| selon la population municipale des années : | 1968 | 1975 | 1982 | 1990 | 1999 | 2006 | 2009 | 2013 |
| Rang de la commune dans le département      | 153  | 156  | 141  | 172  | 175  | 179  | 180  | 182  |
| Nombre de communes du département           | 592  | 582  | 586  | 588  | 588  | 588  | 589  | 589  |

### Enseignement
Poucharramet fait partie de l'académie de Toulouse.
Sur la commune il y a une antenne de l'école nationale vétérinaire de Toulouse.

### Culture
Médiathèque. Le Café culturel associatif "la Maison de la Terre" propose des activités et concerts chaque vendredi et samedi soir.

### Activités sportives
Chasse, pétanque, randonnée pédestre, pêche. Terrain de football, de tennis, gymnastique adultes et séniors, yoga.

### Écologie et recyclage
La collecte et le traitement des déchets des ménages et des déchets assimilés ainsi que la protection et la mise en valeur de l'environnement se font dans le cadre de la Communauté de communes du Savès.
Il existe une déchèterie située sur la commune de Rieumes (déchèterie du Savès).

## Économie

### Revenus
En 2018  (données Insee publiées en septembre 2021), la commune compte 374 ménages fiscaux, regroupant 954 personnes. La médiane du revenu disponible par unité de consommation est de 23 120 € (23 140 € dans le département).

### Emploi
|                | 2008  | 2013  | 2018  |
| -------------- | ----- | ----- | ----- |
| Commune        | 6,9 % | 8,6 % | 8 %   |
| Département    | 7,7 % | 9,6 % | 9,3 % |
| France entière | 8,3 % | 10 %  | 10 %  |

En 2018, la population âgée de 15 à 64 ans s'élève à 579 personnes, parmi lesquelles on compte 78,9 % d'actifs (70,9 % ayant un emploi et 8 % de chômeurs) et 21,1 % d'inactifs,. Depuis 2008, le taux de chômage communal (au sens du recensement) des 15-64 ans est inférieur à celui de la France et du département.
La commune fait partie de la couronne de l'aire d'attraction de Toulouse, du fait qu'au moins 15 % des actifs travaillent dans le pôle,. Elle compte 185 emplois en 2018, contre 171 en 2013 et 134 en 2008. Le nombre d'actifs ayant un emploi résidant dans la commune est de 415, soit un indicateur de concentration d'emploi de 44,7 % et un taux d'activité parmi les 15 ans ou plus de 62,1 %.
Sur ces 415 actifs de 15 ans ou plus ayant un emploi, 80 travaillent dans la commune, soit 19 % des habitants. Pour se rendre au travail, 88,3 % des habitants utilisent un véhicule personnel ou de fonction à quatre roues, 3,7 % les transports en commun, 3,4 % s'y rendent en deux-roues, à vélo ou à pied et 4,5 % n'ont pas besoin de transport (travail au domicile).

### Activités hors agriculture

#### Secteurs d'activités
101 établissements sont implantés  à Poucharramet au 31 décembre 2019. Le tableau ci-dessous en détaille le nombre par secteur d'activité et compare les ratios avec ceux du département,.
| Secteur d'activité                                                                                        | Commune | Commune | Département |
| Secteur d'activité                                                                                        | Nombre  | %       | %           |
| --- | ------- | ------- | ----------- |
| Ensemble                                                                                                  | 101     | 100 %   | (100 %)     |
| Industrie manufacturière, industries extractives et autres                                                | 10      | 9,9 %   | (5,7 %)     |
| Construction                                                                                              | 26      | 25,7 %  | (12 %)      |
| Commerce de gros et de détail, transports, hébergement et restauration                                    | 22      | 21,8 %  | (25,9 %)    |
| Information et communication                                                                              | 3       | 3 %     | (4,1 %)     |
| Activités financières et d'assurance                                                                      | 2       | 2 %     | (3,8 %)     |
| Activités immobilières                                                                                    | 6       | 5,9 %   | (4,2 %)     |
| Activités spécialisées, scientifiques et techniques et activités de services administratifs et de soutien | 18      | 17,8 %  | (19,8 %)    |
| Administration publique, enseignement, santé humaine et action sociale                                    | 8       | 7,9 %   | (16,6 %)    |
| Autres activités de services                                                                              | 6       | 5,9 %   | (7,9 %)     |

Le secteur de la construction est prépondérant sur la commune puisqu'il représente 25,7 % du nombre total d'établissements de la commune (26 sur les 101 entreprises implantées  à Poucharramet), contre 12 % au niveau départemental.

#### Entreprises et commerces
Les cinq entreprises ayant leur siège social sur le territoire communal qui génèrent le plus de chiffre d'affaires en 2020 sont : 
- Ferme De Gilet, culture et élevage associés (314 k€)
- Agreste SARL, location et location-bail d'autres machines, équipements et biens matériels n.c.a. (228 k€)
- EURL Ravagnani, travaux de maçonnerie générale et gros œuvre de bâtiment (187 k€)
- Chamand Pierre Plomberie - C2P, travaux d'installation d'eau et de gaz en tous locaux (94 k€)
- La Flamme Connectee, fabrication d'équipements de communication (1 k€)

### Agriculture
La commune est dans les « Coteaux du Gers », une petite région agricole occupant une partie nord-ouest du département de la Haute-Garonne, caractérisée par une succession de coteaux peu accidentés, les surfaces cultivées étant entièrement dévolues aux grandes cultures. En 2020, l'orientation technico-économique de l'agriculture  sur la commune est la culture de céréales et/ou d'oléoprotéagineuses.
|               | 1988  | 2000  | 2010  | 2020  |
| ------------- | ----- | ----- | ----- | ----- |
| Exploitations | 43    | 41    | 23    | 27    |
| SAU (ha)      | 1 624 | 1 623 | 1 417 | 1 347 |

Le nombre d'exploitations agricoles en activité et ayant leur siège dans la commune est passé de 43 lors du recensement agricole de 1988  à 41 en 2000 puis à 23 en 2010 et enfin à 27 en 2020, soit une baisse de 37 % en 32 ans. Le même mouvement est observé à l'échelle du département qui a perdu pendant cette période 57 % de ses exploitations,. La surface agricole utilisée sur la commune a également diminué, passant de 1 624 ha en 1988 à 1 347 ha en 2020. Parallèlement la surface agricole utilisée moyenne par exploitation a augmenté, passant de 38 à 50 ha.

## Culture locale et patrimoine

### Lieux et monuments
- Commanderie de Poucharramet.

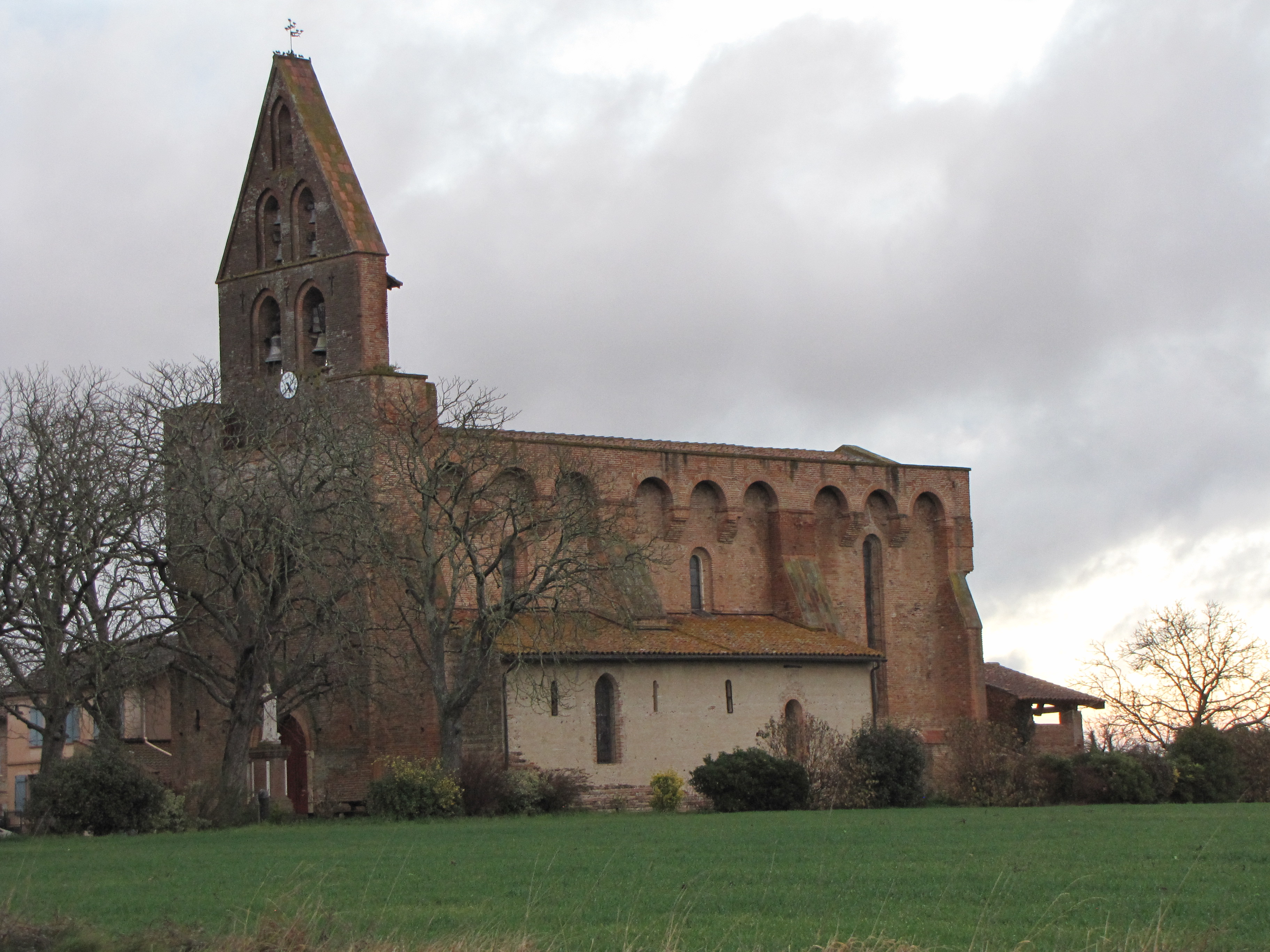
L'église Saint-Martin

- Église Saint-Martin de Poucharramet, église des Hospitaliers de l'ordre de Saint-Jean de Jérusalem, elle date de la même époque que la cathédrale Saint-Étienne de Toulouse, début du gothique. L'église est classée Monument historique depuis 1906. Elle comporte un clocher-mur[50].
- Maisons anciennes à colombages et maisons « toulousaines ».
- Retenue d'eau sur la Bure, affluent du Touch
- Atelier musée du Huchier.

### Personnalités liées à la commune
- Bernard de Gaulejac (1903-1993), archiviste[51],[52]
- Georges Aillères (1934-2024), joueur international de rugby à XIII, est né dans la commune[53],[54]
- Pierre Ailleres (1957-2019), joueur international de rugby à XIII, est né dans la commune[55]

### Héraldique
| Poucharramet | Son blasonnement est : Écartelé, au premier et au quatrième de gueules à la croix de Malte d'argent, au deuxième et au troisième d'argent au besant soudé d'or chargé d'un annelet du champ. |